# Лыков-Оболенский, Фёдор Иванович
Князь Фёдор Иванович Лыков-Оболенский по прозванию Площица (? — после 1614) — голова, наместник и воевода во времена правления Ивана IV Васильевича Грозного, Фёдора Ивановича, Бориса Годунова и Смутное время.
Рюрикович в XXI колене, представитель княжеского рода Лыковых-Оболенских, племянник боярина кн. Ю. В. Лыкова-Оболенского. Средний из трёх сыновей князя Ивана Васильевича Лыкова-Оболенского. Братья — князья Никита Слепой и Иван Дуда.

## Биография
Упоминается в чине свадьбы удельного князя Владимира Андреевича Старицкого с Евдокией Александровной Нагой: «зголовье княжее нес» (31 мая 1550). На свадьбе того же князя с княжной Евдокией Романовной Одоевской нёс коровай к церкви (28 апреля 1555).
В 1558 году — воевода в полку левой руки во время похода русской армии на Ливонию. В январе 1560 года — голова «в передовом полку изо Пскова … в немецкую землю к городу к Алысту и к иным порубежним городом». Один из воевод в Новгороде Северском (1570).
В 1571—1575 годах служил 3-м и 2-м воеводой в Полоцке. В сентябре 1576 года — 2-й воевода сторожевого полка в походе русской рати на Колывань (Таллин). Тогда же вступил в местнический спор с воеводой большого полка Иваном Васильевичем Меньшим Шереметевым.
Дворянин московский (1577). В 1577 году отправлен на год наместником и воеводой в Невель. В июле 1579 года — голова в царском походе на Ливонию. В 1580 году — 1-й воевода в Великих Луках и при взятии Стефаном Батория Великих Лук, Велижа, Усвята, Невеля и Озерищ — князь Фёдор Иванович взят в плен.
В октябре 1589 года упоминается в чине есаула в свите царя Фёдора Иоанновича в новгородском походе на шведские владения.
Воевода в Переславле-Рязанском (1602 и 1614).

## Семья
Женат дважды:
1) на Евфимии;
2) на Марии.
От второго брака оставил двух сыновей:
- Алексей († 1656), стольник и воевода.
- Иван († после 1654), стольник и воевода.